# Saint Joseph (Barbados)
Saint Joseph ist ein Parish von Barbados an der Ostküste der Insel. Im Parish finden sich bekannte botanische Gärten: Flower Forest, Hunte’s Gardens und Andromeda Gardens. Ein Teil des Parish wird auch als „Scotland District“ bezeichnet, was auf Ähnlichkeiten der Landschaft zurückzuführen ist. Der Chimborazo ist einer der höchsten Punkte der Insel.
In Saint Joseph liegt außerdem die „Soup Bowl“, wo internationale Surf-Wettbewerbe veranstaltet werden.

## Geographie
Das Parish ist durch eine starke hügelige Landschaft geprägt. Die Anhöhe, die von Westen bis zur Mitte der Insel ansteigt, bildet im Parish steil abfallende Hänge zum Küstenstreifen im Osten hin. Der Bissex Hill (287 m) im Norden des Parish ist ein Ausläufer dazu. Hauptort des Parish ist Bathsheba, die viertgrößte Stadt der Insel.
Saint Joseph grenzt an die Parishes: Saint Andrew (N), Saint George (S), Saint John (SO), Saint Thomas (W).
Folgende Orte und Siedlungen liegen im Parish:
| - Airy Hill - Bathsheba - Bissex - Bissex Hill - Blackmans - Bonwell - Bowling Alley Hill - Braggs Hill - Branchbury - Buckden House - Bushy Park - Cambridge - Canefield - Cane Garden - Castle Grant - Cattlewash - Cattlewash Beach - Chimborazo - Cleaver’s Hill - Coffee Gully - Dark Hole - East Coast Road - Easy Hall - Frizers - Fruitful Hill - Gaggs Hill - Hackeltons - Hackleton’s Cliff | - Hackeltons Road - Hillcrest - Hillswick - Horse Hill - Joe’s River - Joe’s River Bridge - Lammings - Lower Parks - Mellowes - Mellowes Hill - Melvin Hill - Naniki Restaurant, Suriname - Parks - Parks Road - Parris Hill - Richmond - Round Rock - Saint Elizabeths - Saint Elizabeth’s Village - Saint Sylvans - Seniors - Spa Hill - Springfield - Springfield Road - Suriname - Tent Bay - Upper Parks - Vaughan’s Land |